# Carles V amb un gos
Carles V amb un gos és un retrat de cos sencer pintat a l'oli per Ticià, qui podria haver-ho pintat a Bolonya on l'emperador va romandre entre el 13 de desembre de 1532 i el 28 de febrer de 1533. El quadre es conserva en el Museu del Prado de Madrid, on va ingressar procedent de la col·lecció real.
Tradicionalment s'ha considerat com una còpia del retrat de Carles V pintat a Bolonya en 1532 per Jacob Seisenegger per encàrrec de Ferran I, germà de l'emperador, conservat actualment al Museu d'Història de l'Art de Viena. De la versió de Tiziano no hi ha documentació antiga ni es coneixen la circumstàncies de l'encàrrec, encara que s'indica que va percebre 500 ducats per ell.

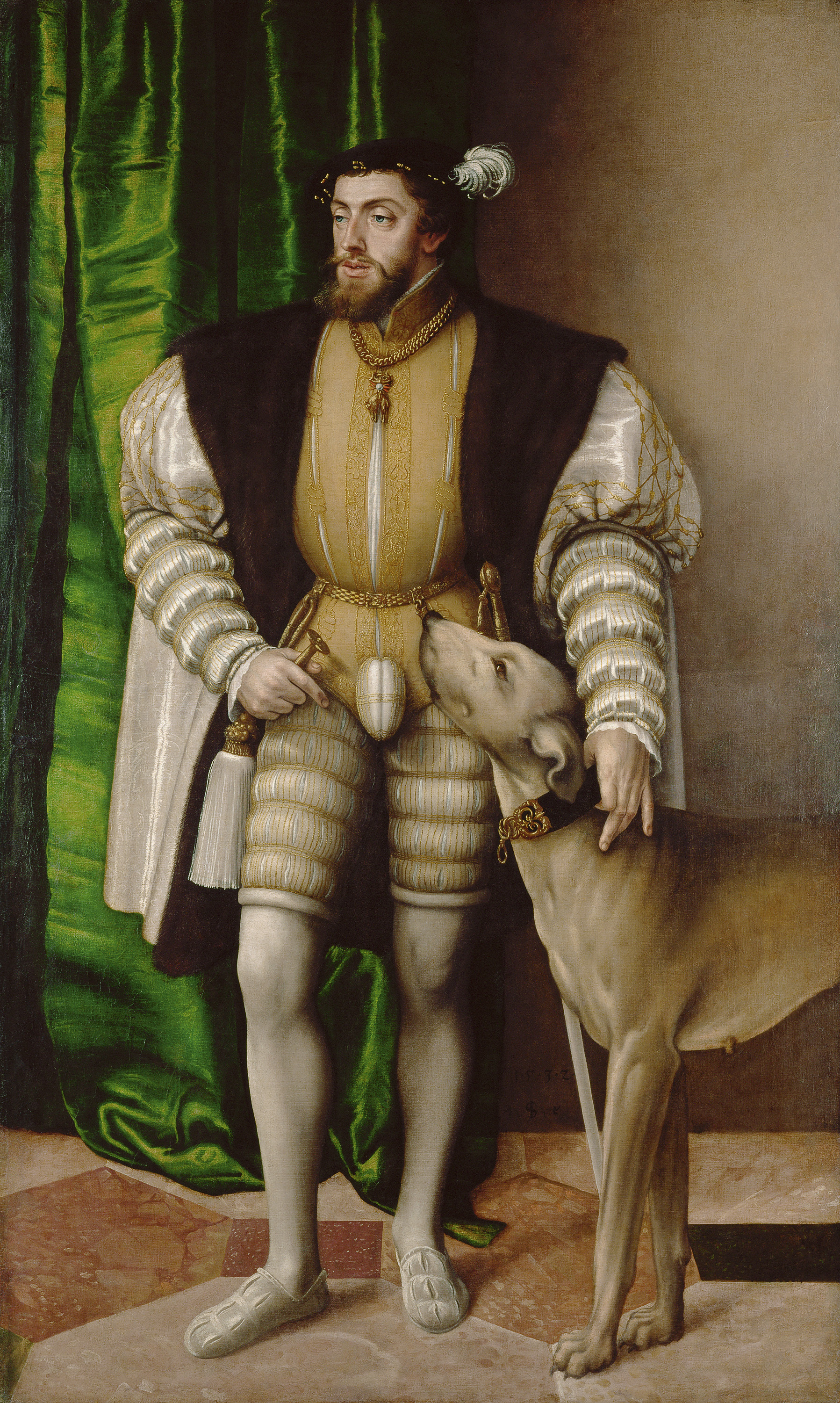
Original de Jacob Seisenegger a Viena.

A alguns crítics ha causat estranyesa que un mestre com Ticià copiés l'obra d'un mediocre pintor. Així, per Ferino-Pagden la relació entre els dos quadres seria la inversa de la qual s'ha vingut sostenint, observant que les anàlisis fetes amb rajos X revelen en el quadre de Seisenegger un dibuix subjacent molt precís, la qual cosa demostraria l'existència d'un model previ que el pintor austríac va seguir fins a en els més mínims detalls, en tant les radiografies del Carlos V de Tiziano mostren nombroses variacions fetes sobre la marxa. El tractament de les joies i de les teles indicarien també que Seisenegger va pintar el seu retrat sense tenir davant al model i sense conèixer els objectes que pintava, com la cadena de la qual penja el toisón d'or, freturós de gravetat en l'exemplar de Seisenegger. En sentit contrari, s'adverteix que la documentació existent avala la precedència del retrat de Seisenegger, enviat per Fernando a Bolonya per retratar a l'emperador. Detalls com el gos, en realitat una gossa com s'adverteix en la versió de Seisenegger, al que al·ludeix el pintor en una carta a Fernando indicant que era de raça anglesa, demostrarien que Seisenegger va tenir efectivament l'oportunitat de retratar a l'emperador del natural.
En qualsevol cas, Ticià va introduir subtils variacions amb les quals va aconseguir un resultat molt diferent de l'aconseguit per Seisenegger, estilitzant la figura de l'emperador en prescindir del detallat enllosat de Seisenegger i col·locar més baixa la línia de l'horitzó, alhora que portava a l'emperador al primer pla per guanyar en monumentalitat sense detriment de l'espai, engrandit en desplaçar la cortina a un costat i deixar lliure l'espai entre les cames. També va idealitzar el rostre, dotant-li de major vida en reduir el prognatisme de l'original i aixecar les parpelles que en la versió de Seisenegger queien fins a la meitat dels ulls. Finalment, i gràcies a un ús més matisat del color, va aconseguir efectes atmosfèrics inexistents en el seu model, que en molts aspectes va millorar.